# Estació de Manzanares-Soto del Real
Manzanares-Soto del Real és una estació de ferrocarril situada en el municipi espanyol de Soto del Real, a la Comunitat de Madrid. L'estació està localitzada a la riba de la carretera M-609, costat Colmenar Viejo, i n'es troba a 6,4 quilòmetres de Soto del Real i a 11 quilòmetres de Manzanares el Real, a l'altra banda del estany de Santillana. Actualment l'estació està tancada al tràfic de viatgers, encra que la planta baixa de l'edifici de viatgers porta un restaurant.
La presó de Soto del Real, que va ser construïda a la dècada de 1990, té el seu emplaçament a l'altra riba de la M-609.

## Situació ferroviària
L'estació forma part de la línia de ferrocarrils d'ample ibèric Madrid-Burgos, punt quilomètric 36,3. Les instal·lacions es troban situades a 910 metres d'altitud. De l'estació també surt un ramal ferroviari que enllaça la línia amb un carregador de mercaderies pertanyent a l'empresa Transervi.

## Història
Les instal·lacions ferroviàries de Manzanares-Soto del Real formen part del ferrocarril directe Madrid-Burgos.
Aquesta línia va ser inaugurada en juliol de 1968, després haver-se prolongat les obres diverses dècades. Des de la seva inauguració, l'estació fou un fracàs causa del número de viatgers. Per la seva grossa llunyania no aconseguia donar servei als dos pobles que li donen nom: Manzanares el Real i Soto del Real. Per allò es construiria posteriorment el baixador de Soto del Real, encara que aquest també finalitzaria caient en desús. Amb la decadència de la línia, les freqüències foren reduint-se fins que en 1998 es va decidir suprimir el servei de viatgers en totes les estacions intermitjanes de la línia Madrid-Burgos, exceptuant la d'Aranda de Duero, que es va mantindre oberta al públic fins 2012.
Des de gener de 2005, amb l'extinció de l'antiga RENFE, l'ens Adif va passar a ser el titular de les instal·lacions ferroviàries.

### Ampliació de la línia
El nou pla de Rodalies per 2009-2015 inclou l'estació de Manzanares-Soto de Real en una nova ampliació del servei cap al nord, per la línia Madrid-Burgos, que actualment només és utilitzada per la línia C-4 de Rodalies fins a l'estació de Colmenar Viejo. Aquesta ampliació tornaria a convertir en estacions comercials a Manzanares-Soto de Real i Soto de Real, després del tancament a viatgers que es va produir el 1998. A causa que actualment l'electrificació de la via Madrid-Burgos només arriba a Colmenar Viejo, els plans d'ampliació estudien electrificar el tram restant fins Soto de Real o implementar una llançadora dièsel per cobrir la resta de la ruta.

## Serveis ferroviaris
A l'actualitat l'estació no té serveis de viatgers, a més a més per les seves vies encara hi ha tràfic de mercaderies de l'empresa Sotoferro.